# Пенцин
Пенцин (нім. Penzin) — громада в Німеччині, розташована в землі Мекленбург-Передня Померанія. Входить до складу району Росток. Складова частина об'єднання громад Бютцов-Ланд.
Площа — 6,08 км2. Населення становить 140 ос. (станом на 31 грудня 2020).